# Dame-Marie-les-Bois
 Dame-Marie-les-Bois  es una población y comuna francesa, situada en la región de  Centro, departamento de Indre y Loira, en el distrito de Tours y cantón de Château-Renault.

## Demografía
| 304 | 274 | 247 | 225 | 235 | 275 |
| Para los censos de 1962 a 1999 la población legal corresponde a la población sin duplicidades (Fuente: INSEE [Consultar]) |     |     |     |     |     |